# 拉朱里縣
拉朱里縣是印度的一個縣，位於該國北部，由查谟和克什米尔負責管轄，面積2,630平方公里，2011年人口619,266，六成人口信奉伊斯蘭教，人口密度每平方公里235人。
33°15′N 74°15′E / 33.250°N 74.250°E